# Monte Wanous
Il Monte Wanous (in lingua inglese: Mount Wanous) è una prominente montagna antartica, di nuda roccia e a forma di cono, alta 1.660 m, situata lungo il bordo nordorientale della Mackin Table, 8 km a est del Pierce Peak, nel Patuxent Range dei Monti Pensacola, in Antartide. 
Il monte è stato mappato dall'United States Geological Survey (USGS) sulla base di rilevazioni e foto aeree scattate dalla U.S. Navy nel periodo 1956-66.
La denominazione è stata assegnata dall'Advisory Committee on Antarctic Names (US-ACAN), in onore di Richard E. Wanous, geofisico che condotto studi nei Monti Pensacola nel periodo 1965-66.